# Barrage de Çamgazi
Le barrage de Çamgazi est un ouvrage turc situé dans la province d'Adıyaman et construit dans le cadre du vaste projet du Sud-est anatolien. La rivière Doyran (Doyran Çayı) est un affluent de la rivière Göksu (Göksu Çayı) affluent de l'Euphrate. Elle conflue avec la rivière Göksu à une vingtaine de kilomètres en aval du barrage. Çamgazi est le nom d'un village au pied du barrage et Doyran celui d'un autre village à un kilomètre en aval.